# Andreas Grabau
Johann Andreas Grabau (* 19. Oktober 1808 in Bremen; † 9. August 1884 in Leutzsch bei Leipzig) war ein deutscher Cellist. Er wirkte im Leipziger Gewandhausorchester sowie in vielen kammermusikalischen Ensembles.

## Biografie

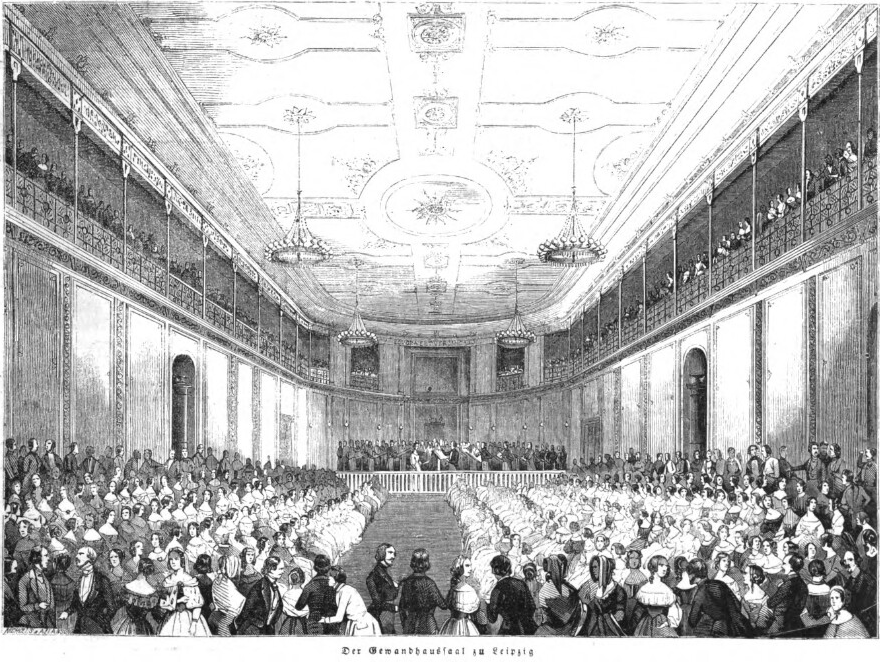
Gewandhaussaal Leipzig (1845)

Andreas Grabau war der Sohn des Bremer Organisten, Dirigenten und Pädagogen Johann Christian Lebrecht Grabau (1780–1852) und der Anna Adelheid geb. Arensberg (1784–1827). Erste musikalische Anregungen erhielt er durch sein Elternhaus, außerdem erhielt er Unterricht bei dem Cellisten Friedrich Kummer in Dresden.
Von 1828 bis 1884 war Andreas Grabau Cellist im Leipziger Gewandhausorchester. Er wirkte in Leipzig auch in den Aufführungen des Musikvereins Euterpe mit und musizierte in privaten musikalischen Gesellschaften u. a. im Hause Friedrich Wiecks, Raymund Härtels und Woldemar Freges und trat so in Kontakt mit Robert und Clara Schumann. Er setzte sich wesentlich für die Verbreitung der Schumann’schen Kammermusikwerke ein, vor allem durch sein Mitte der 1840er gegründetes Quartett zusammen mit Otto Friedrich von Königslöw, Wilhelm Joseph von Wasielewski und Carl Reinecke.
Robert Schumann widmete ihm die Fünf Stücke im Volkston für Violoncello (ad libitum Violine) und Pianoforte op. 102.
Andreas Grabau war mit Juliane Eleonore geb. Ludwig (1797–1869) verheiratet und lebte in Leutzsch bei Leipzig auf einem Landgut. Seine Kinder waren Henriette Elisabeth (1835–1900), spätere Ehefrau von Robert Sachsse, und Andreas Hermann (1837–1922). Nach dem Sohn ist heute die Grabaustraße in Leipzig benannt.